# Creu de la Resistència 1940-1945
La Creu de la Resistència 1940-1945 (neerlandès:Medal Verzetskruis 1940-1945) és una condecoració dels Països Baixos, instituïda el 3 de maig de 1946 per la Reina Guillermina, i atorgada en reconeixement del valor particular, demostrant resistència en contra dels enemics dels Països Baixos i per la conservació de les llibertats.
És una de les condecoracions més altes que existeixen als Països Baixos. Se situa entre el Sabre d'Honor i la Medalla per les accions Humanitàries
Quan els Països Baixos van ser alliberats al maig de 1945, el govern neerlandès a Londres havia desenvolupat un sistema vàlid i equilibrat de condecoracions, tant civils com militars.
A part del ja existent Orde Militar de Guillem, es crearen de noves com el Lleó de Bronze,la Creu de Bronze, la Creu al Mèrit o la Creu de l'Aviador. Però no hi havia una condecoració vàlida per recompensar als membres de les organitzacions de resistència, mentre que els països dels voltants ja havien omplert aquest buit. Com que no s'arribà a un acord segons el qual els fets de Resistència poguessin ser recompensats amb una condecoració militar ja existent, se'n creà una d'específica.
Durant la guerra, cadascun dels fets de Resistència es considerà tan bo com qualsevol altre. A més, d'altres països havien condecorat als resistents holandesos, amb condecoracions com la Medalla del Rei per Valentia per Causa de la Llibertat britànica o la Medalla de la Llibertat estatunidenca. A més, existia el desig personal de la Reina Guillermina conforme el qual el treball a la Resistència havia de ser condecorat.
La creu va ser concedida en 2 formats: 60X36mm pels supervivents i 80X48 per aquells que la reberen pòstumament.
Ha estat concedida en 95 ocasions, 93 d'elles a títol pòstum:
- 85 holandesos
- 7 francesos
- 2 belgues
- 1 al Monument als Jueus morts durant l'Holocaust (en un inici s'atorgà al "Soldat Jueu Desconegut del Ghetto de Varsòvia que va morir per la Llibertat del Poble" i havia de figurar a un monument dedicat a tal propòsit a Nova York, però al no completar-se el monument, es decidí honrar a tots els jueus assassinats)[1]

## Disseny
Una creu de bronze sobre una estrella de flames, i una corona reial a la part superior. Al centre apareix Sant Jordi (la Resistència neerlandesa) matant al drac (els nazis). Als braços de la creu apareix la inscripció "TROUW TOT IN DEN DOOD" (Lleial fins a la mort) Al revers, una espasa en flames trenca una espasa.
Se suspèn d'un galó carmesí, amb una línia taronja als costats.